# Nonagria insularis
Nonagria insularis är en fjärilsart som beskrevs av Turati 1913. Nonagria insularis ingår i släktet Nonagria och familjen nattflyn. Inga underarter finns listade i Catalogue of Life.